# Koninklijke Akademie van Beeldende Kunsten (Amsterdam)
Die Koninklijke Akademie van Beeldende Kunsten (deutsch Königliche Akademie der Bildenden Künste) in Amsterdam war von 1820 bis 1870 die höchste künstlerische Ausbildung des Königreichs der Niederlande. Von 1820 bis 1830 teilte sie diese Rolle mit der Artesis Hogeschool Antwerpen. Im Jahre 1870 wurde die Akademie von Amsterdam geschlossen und durch die Rijksakademie van beeldende kunsten (Reichsakademie der Bildenden Künste) ersetzt.